# Disphragis
Disphragis är ett släkte av fjärilar. Disphragis ingår i familjen tandspinnare.

## Bildgalleri

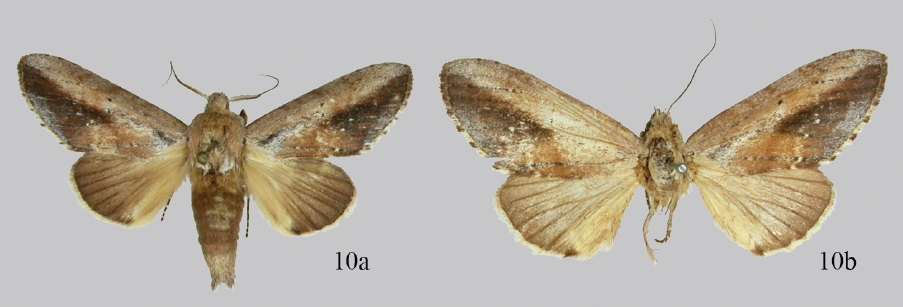
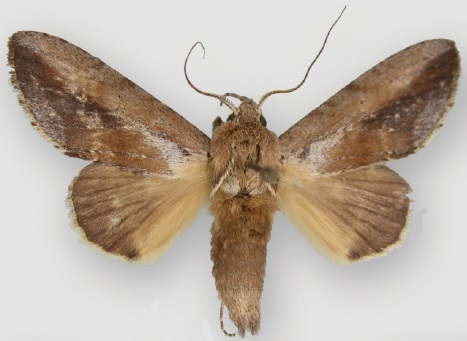
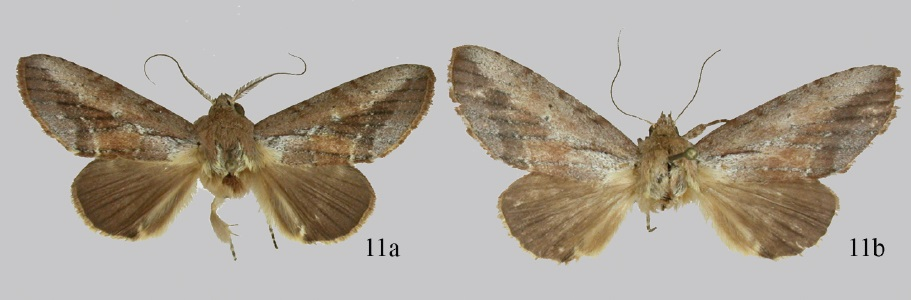
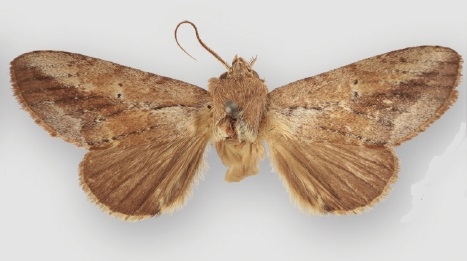

## Dottertaxa tillDisphragis, i alfabetisk ordning[1]
- Disphragis aconthea
- Disphragis aemula
- Disphragis albidiscata
- Disphragis albovirens
- Disphragis altilis
- Disphragis amata
- Disphragis androdora
- Disphragis antistes
- Disphragis apparata
- Disphragis arima
- Disphragis aroensis
- Disphragis arpi
- Disphragis atrax
- Disphragis avicans
- Disphragis bactrea
- Disphragis bactrina
- Disphragis baracoana
- Disphragis barensa
- Disphragis bochica
- Disphragis caluna
- Disphragis camilla
- Disphragis captiosa
- Disphragis carantis
- Disphragis cariba
- Disphragis cariosa
- Disphragis cervina
- Disphragis clitiusa
- Disphragis contracta
- Disphragis coremista
- Disphragis corosina
- Disphragis crocea
- Disphragis daona
- Disphragis dardania
- Disphragis delecta
- Disphragis delira
- Disphragis discata
- Disphragis disciplaga
- Disphragis divisa
- Disphragis dolorosa
- Disphragis draudtiana
- Disphragis druona
- Disphragis echina
- Disphragis editha
- Disphragis edwardsi
- Disphragis elongata
- Disphragis epimacha
- Disphragis epona
- Disphragis eusebia
- Disphragis externa
- Disphragis foliata
- Disphragis gelduba
- Disphragis gilboa
- Disphragis gravis
- Disphragis habilis
- Disphragis handleyi
- Disphragis hemicera
- Disphragis herbida
- Disphragis hertha
- Disphragis hosmera
- Disphragis hyginia
- Disphragis infanda
- Disphragis isidra
- Disphragis jamaicensis
- Disphragis laeca
- Disphragis lama
- Disphragis laosoma
- Disphragis ligneata
- Disphragis livida
- Disphragis lloreda
- Disphragis lopodites
- Disphragis lucoides
- Disphragis mahalia
- Disphragis manethusa
- Disphragis marginalis
- Disphragis marusa
- Disphragis masta
- Disphragis mephitis
- Disphragis meretricia
- Disphragis meridionalis
- Disphragis mullinsi
- Disphragis multilineata
- Disphragis muscosa
- Disphragis mystica
- Disphragis nebulosa
- Disphragis nigriplaga
- Disphragis normula
- Disphragis notabilis
- Disphragis novella
- Disphragis nystalina
- Disphragis olivescens
- Disphragis otiosa
- Disphragis paranensis
- Disphragis patricia
- Disphragis peirreta
- Disphragis peralta
- Disphragis perplexa
- Disphragis peruviensis
- Disphragis plebeia
- Disphragis poppea
- Disphragis poulsoni
- Disphragis praestana
- Disphragis princeps
- Disphragis proba
- Disphragis psalmoida
- Disphragis puseyae
- Disphragis rascona
- Disphragis remuria
- Disphragis sabaria
- Disphragis salma
- Disphragis salona
- Disphragis santiago
- Disphragis sapani
- Disphragis semilunata
- Disphragis sexnotata
- Disphragis spectra
- Disphragis splendens
- Disphragis staria
- Disphragis suavis
- Disphragis subalbida
- Disphragis subguttata
- Disphragis surinamensis
- Disphragis sylla
- Disphragis sylvia
- Disphragis tapperti
- Disphragis tharis
- Disphragis tricolor
- Disphragis tumacona
- Disphragis vestona
- Disphragis virgea
- Disphragis viridiana
- Disphragis viridiflava
- Disphragis viror
- Disphragis vivida